# 禽流感
禽流感（avian influenza; avian flu; bird flu; ），全名鳥禽類流行性感冒（Avian Influenza，AI），是由病毒引起的动物传染病，通常只感染鸟类，少见情况会感染猪。禽流感病毒高度针对特定物种，但在罕有情况下会跨越物种障碍感染人。

## 历史
禽流感初次於1878年在意大利爆发，这是最早的禽流感记录。自从1997年在香港发现人类也会感染禽流感之后，此病症引起全世界卫生组织的高度关注。其后，本病一直在亚洲区零星爆发，但在2003年12月开始，禽流感在东亚多国──主要在越南、韩国、泰國──严重爆发，并造成越南多名病人丧生。直到2005年中，疫症不但未有平息的迹象，而且還不斷擴散。現時遠至東歐多個國家亦有案例。

## 生物学

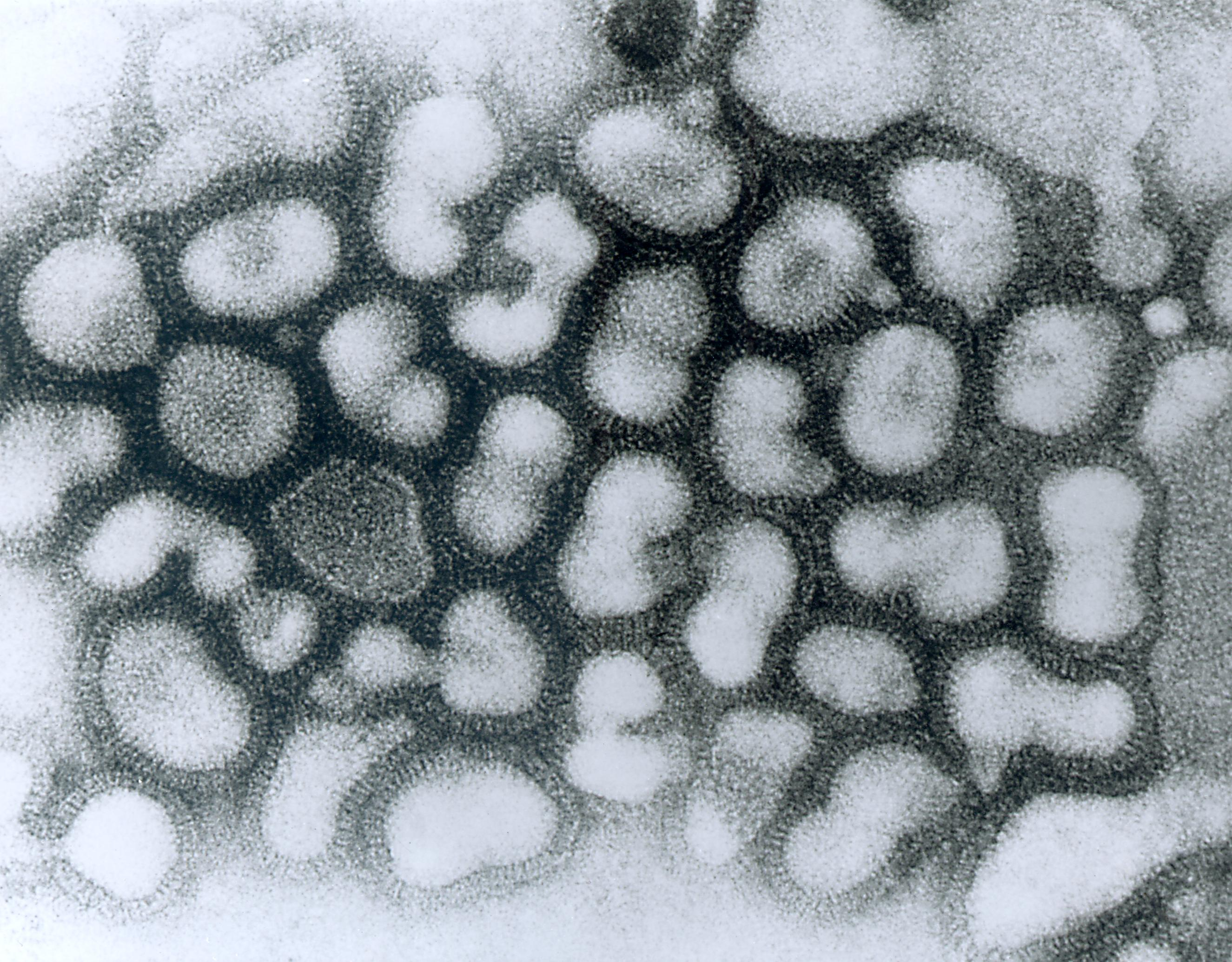
電子顯微鏡下的禽流感病毒結構

### 病原的分类
根据核蛋白的抗原性分类，禽流感病毒则属甲型流感病毒，甲型流感病毒是根据位于其套膜上的血凝素及神經氨酸酶的抗原性分为若干亞型，血凝素（H）有16個亞型；神經氨酸酶（N）有9個亞型。所有的這些亞型都可以感染鳥，在禽类中高致病性的属于H5、H7亚型。截至2013年12月為止，人類發現的甲型流感病毒如下：
| 病毒亞型 | 出現首宗確診病例之年份 | 發現病毒的地方 |
| -------- | ---------------------- | -------------- |
| H5N2     | 1983年                 | 美國東岸       |
| H5N1     | 1997年                 | 中國廣東省     |
| H9N2     | 1999年                 | 香港           |
| H7N7     | 2003年                 | 荷蘭           |
| H3N2     | 2006年                 | 美國           |
| H7N9     | 2013年3月              | 中國上海       |
| H10N8    | 2013年12月             | 中國江西省     |
| H5N6     | 2014年4月              | 中國四川省     |
| H7N4     | 2018年2月              | 中國江蘇省     |
| H10N3    | 2021年6月              | 中國江蘇省     |

基于在家禽种群中的毒性不同，禽流感可以分为低致病型（LPAI）和高致病型（HPAI）。H5和H7亚型的毒株在高致病型和低致病型中都有发现，H9型只发现在低致病型中。低致病性禽流感可使禽类出现轻度呼吸道症状，食量减少、产蛋量下降 ，出现零星死亡。高致病性禽流感最为严重，发病率和死亡率高， 感染的鸡群常常全部死亡 。

### 感染
禽流感可以传染给许多种动物，包括鸟类、猪、马、海鸟、鲸和人类。但是，野生鸟类充当着无症状攜帶者，将其传染给更易感的家禽。在鸟类间主要通过呼吸和粪口途径传染，现在还没有证据表明病毒能在熟肉中存活。病毒首先感染的是鸟类的消化道，它们在小肠的上皮细胞内复制，并最终随粪便扩散。禽流感在动物中的发病症状很不一样，但剧毒的类型可能在几天内致死。
禽流感传染给人后的症状于其他流感的症状很相似，有发烧、咳嗽、咽喉疼、肌肉酸痛、结膜炎等，严重者出现呼吸问题和肺炎，这些可能会危及生命。还有一些不典型的症状，在一个病例中，一个被H5N1病毒感染的男孩出现了腹泻。

## 源头和传播
1900年代早期，禽流感在意大利被首次确认。1960年1000多只普通燕鸥在南非死亡，这是第一次发现禽流感引发的高死亡率案例，属于H5N3型。
根据聯合國環境規劃署遷徙物種公約工作組公布的技术文件指出，H5N1亚型禽流感的源头来自集中饲养的家禽，极端的饲养环境造成病毒的变异，鸟类贸易、濫用疫苗、運輸等人类活动也对禽流感病毒的变异有着推动的作用。野外研究显示，绝大多数罹患禽流感的野生鸟类，都是在迁徙、越冬和繁殖过程中与人类饲养的家禽有近距离接触的物种，而那些自始至终远离人类社会的野生鸟类，即便是水鸟，并且保持很高的种群密度，至今仍未有禽流感爆发的报告。
源自饲养场的病毒感染野生鸟类，尤其是水鸟，这使得病毒随着鸟类迁徙而发生扩散。2003年末到2004年初在东亚爆发的禽流感被认为验证了候鸟传播病毒的假设：疫症先在韩国南部，候鸟的中途站出现，然后途经香港，最后到达越南。由于香港相对卫生环境较好，以及先前已具有对付疫症的经验，病症并未有在当地造成大规模爆发。但卫生环境相对较差的越南，不单使禽鸟死亡，还对人类造成影响。至2004年1月底已有接近20人死亡。然而鸟类学者则指出，根据西伯利亚－东亚－澳大利亚鸟类迁徙通道的规律，早在每年的11月末到12月初候鸟就已经基本完成从北向南的迁徙，此前在香港进行的无线电定位跟踪研究也显示，在仲冬季节几乎没有鸟类迁飞的活动。另据观测，绝大部分水鸟的越冬地位于北纬20度以北地区，只有白眉鸭和针尾鸭会迁至越南，然而其过境时间却在12月初。鸟类学者普遍认为从时间和空间上，2003年底爆发的禽流感与候鸟迁徙并无重叠，故此大部分鸟类学者并不认同候鸟传播病毒的说法。
被指传播禽流感病毒的不仅仅是候鸟，据2005年10月27日第三届非歐亞遷徙性水鳥保護協定締約國大会公报指出，携带和传播禽流感病毒的途径除了候鸟的迁徙外，还有牲畜的运输、家禽和籠鳥運輸、與這行業相關的活動、合法或非法的鸟类贸易以及人類的交通。
在家禽中鴨、鵝一旦受到感染，抗病能力比較高之餘，病發後的生存機會也很高。然而，雞隻对流感病毒非常敏感，一旦受到感染的話，不止傳播得快，染病的雞也很快就會死亡。農民過去一般稱這種現象為“發雞瘟”，並未有特别留意背後的原因或病發的機制，直到出现禽流感经动物向人传播并至死的病例后，人们才开始关注禽流感。目前人们应对禽流感的主要手段，是对染病以及可能染病的家禽集體屠殺后进行消毒深埋等无害化处理，以免病毒積累，並進而影響人類。
在2004年和2005年的禽流感疫情中，也有媒体指出禽流感病毒源自野生鸟类并传播至饲养场，进而传给人类。建议加强对候鸟迁徙的监控，少数激进者甚至主张在扑杀家禽之外对迁徙的候鸟进行扑杀，但这种说法并未获得鸟类学者的认可，扑杀候鸟的建议更招致环保团体的反对。

## 影响
禽流感的爆发和流行会产生诸多影响。

### 对经济的影响
爆发禽流感疫情的国家和地区，出于防疫的考虑会在疫点附近大规模扑杀家禽，对养殖业造成严重影响。禽流感疫情还会影响消费信心，对餐饮业造成打击，处于防疫的考虑，其他国家和地区会暂停进口疫区的禽鸟及制品，这都会对经济造成影响。
一些国家和地区的政府正是考虑到禽流感疫情对经济的巨大冲击，会封锁和隐瞒本国发生禽流感的状况，但是这种对疫情的隐瞒常常会造成防疫不力，疫情进一步扩大，2004年底泰国首相他信·西那瓦就因为其政府隐瞒禽流感疫情的行为向世界公开道歉。

### 对人类的影响
2004年12月的禽流感流行遍及多國，除越南與泰國有人类感染禽流感的報告之外，中国大陆也出现人类感染病例，2007年12月2日，中国江苏省南京市一名24岁男子确诊感染禽流感，第二天死亡，3日其父亲也确诊感染禽流感，经抢救据称有所好转，感染原因由于官方没有发布，所以目前还不清楚，传言称死者曾吃过鸡只。雖然病例極少，然鑒於1918年西班牙流感嚴重的疫情，禽流感是否人畜共通一直受到關注。目前發現的H5N1禽流感病毒並未和人類流感病毒發生過重組，且沒有人傳人的足夠證據，造成大規模死亡的機會不大。

### 对生态环境的影响
禽流感病毒会感染野生鸟类，尤其容易感染水鸟，许多水鸟在迁徙、越冬以及期间会结群，种群密度高，病毒容易传播，从而造成严重破坏。联合国环境署报告指出包括斑头雁、小白额雁、东方白鹳、白鶴在内的36种珍稀野生鸟类受到禽流感的威胁。据估计，在2005年夏季的禽流感疫情中，超过全球总数1/10的斑头雁死亡。由于禽流感病毒可以在鸟类间传播，加之一些鸟类栖息地相对聚集，因而禽流感爆发流行对某些鸟类造成的影响可能是灾难性的。

## 防控
控制傳染病必須要從傳染病的三個環節入手：傳染源、傳播途徑和易感人群。

### 傳染源
要好好預防禽流感，就要先從感染源頭方面着手。相关报告指出，极端的家禽饲养环境是促使禽流感病毒发生变异的重要因素，因而改善家禽饲养环境，降低养殖场饲养密度从长远来看是预防禽流感病毒变异以及疫病爆发的根本手段，此外将不同种类的家禽分开饲养，也有助于控制疫病的传播：鴨、鵝和雞分開飼養，可以避免雞隻感染到鴨、鵝的病毒而大量死亡。
現時為家禽作防疫注射，已證實是控制禽流感的最快速和有效的方法。不過，香港有專家表示，中國大陆農場現時為所有禽鳥都注射疫苗的方法有一定風險，就是所有禽鳥都接受防疫注射，使所有禽鳥都有抗病能力。這樣，一旦禽流感再度爆發，由於所有禽鳥都有抗病能力，使農場主人未能及早察覺，對有關當局作出預警。現時香港的做法，要求所有農場都要保留少量禽鳥不作任何防疫注射。這樣，一旦禽流感再臨，這一批沒有作防疫注射的禽鳥就可以起到預警的作用，提醒其他農場要留意病毒再臨。另外，根据联合国环境规划署的工作报告，滥用疫苗也是诱导流感病毒发生变异的重要因素，因而过度注射疫苗并不值得提倡。
世界动物卫生组织2005年10月29日发布的禽类扑杀指导原则，主要包括扑杀禽类应在专业兽医专家指导下进行、做好人员生物防护及确保动物福利等方面。

### 傳播途徑
候鸟是禽流感病毒重要的转播者，但將所有已經染病的候鳥屠殺是不可能的，且对候鸟的扑杀将会驱散原本聚集的鸟类，使病毒的扩散更加难以控制，因而將家禽和候鳥隔離，以免出現交叉感染是控制禽流感传播的有效手段。在中國不少農場都在飼養家禽的農場上掛上巨型的網，以防止帶病毒的候鳥感染家禽。另外，歐洲部份國家要求農場把禽鳥移入室內飼養，這亦是從傳播途徑方面斷絕家禽與野鳥之間的接觸。儘管家禽移入室內會使牠們的活動空間減少，以致影響禽肉的質感，但這亦比因為禽鳥染病而導致需要消滅全體禽鳥所帶來的損失為少。
除了鸟类迁徙之外，世界范围的鸟类贸易也是禽流感病毒传播的重要途径，合法的鸟类贸易会依照相关法规进行严格的动物防疫检查，传播疾病的机会相对较少，但非法的鸟类贸易，尤其是野生鸟类的走私活动则不受动物防疫的监控，捕捉、贩运、销售、食用以及放生野生鸟类不仅会造成病毒跨地域的传播，而且由于操作者与野生鸟类密切接触，有可能会造成病毒在鸟与人间的传播。所以，严格监控合法以及非法的鸟类贸易也是防控禽流感传播的重要环节。

### 較為嚴厲的应对措施

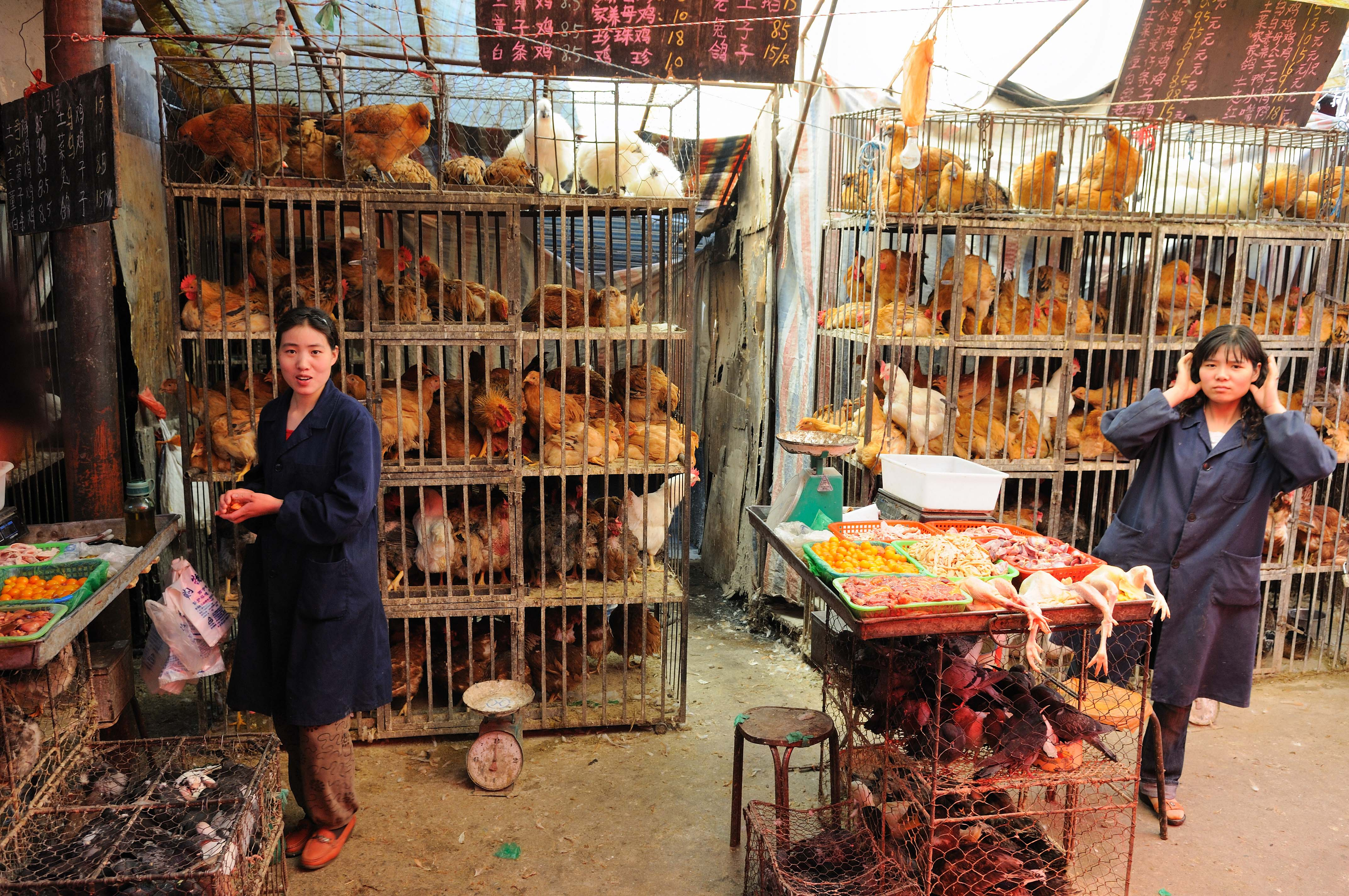
中国的活禽交易市场中，销售者与活禽接触是常见现象。

根据联合国环境规划署迁徙物种公约工作组公布的技术文件，从传染源和传播途径入手防控禽流感的思路是正确的，但是在全球性的禽流感恐慌下，出现一些較為嚴厲、甚至乎過份恐慌的应对措施。在中国的一些动物园，为区隔野生鸟类与园内饲养的鸟类，管理者彻夜开启探照灯，以期驱赶野生乌鸦；在澳门政府将麻雀列为需要驱赶的害鸟；此外一些地方完全禁止了与鸟类有关的任何活动，包括活禽贸易、野生动物救治以及对鸟类的野外观测。事实上包括乌鸦、麻雀在内的许多城市常见鸟类，均为留鸟，不进行长途迁徙，传播禽流感的几率极低，而对鸟类的一般性研究和适当的接触，并不會显著增加接触者罹患禽流感的几率。对禽流感的过度反应，将会制造社会恐慌，为鸟类研究和禽流感的正常防控製造人为的障碍。2006年2月香港也實施了相應措施將散養對家禽進行管制，大部份家禽被屠宰，事件引起不少市民不滿。
台北市政府正式取締「隨意餵養鴿子、鳥禽行為」，環保局人員只要發現民眾投擲穀物、麵包給鳥禽吃，而且屢勸不聽，就可以《廢棄物清理法》中的「亂丟垃圾」，處1200到6000元罰鍰，經限期未改善者，還可按日連續處罰。但此處罰方法可能違反禁止類推適用原則，將屬於違法的行政行為。
广州市政府在广东省政府指挥下于2014年5月开始在越秀区、荔湾区等辖区试验实施禁售活禽、指定企业统一供应冷藏家禽，不少传统酒楼食肆担忧如此可能降低食材品质拖累白切鸡烹饪，传统街市改卖冷藏家禽导致市民尤其长者多数选择光顧室外擺賣或跨区购买活禽，不少民众不满当局做法涉嫌黑箱作业垄断市场与破坏市民传统饮食习惯。

### 疫苗
香港大學成功研發由已註冊天花疫苗，改良為H5禽流感疫苗。研究人員把天花疫苗的牛痘病毒做藍本，在疫苗加入H5病毒，利用老鼠做測試，結果發現疫苗對病毒感染，有百分百保護作用，疫苗能減低H5病毒在老鼠體內複製，及留在體內激發更多免疫抗體。新疫苗優點是適用於免疫力較低人士，及藥廠可以在短時間內生產。

### 病原辨識胜肽
病原辨識胜肽中含有病原辨識初乳蛋白(Pathological Recognition Colostrum Protein, PRCP)成分，自2014年起陸續將PRCP應用在土雞、種鵝、肉鵝與蛋雞，顯示當禽流感流行期時，使用PRCP之禽場，即使週邊禽場發生禽流感，大部分禽場皆未被感染，如受感染禽場其所受感染情況亦極輕微。

## 疫情
- 2003年2月底，荷蘭遭遇H7N7型禽流感，波及255家農場，周邊上千家農場採取預防措施，總計3,000多萬隻家禽被撲殺。此外，有89人感染病毒，一名男子死亡，疫情造成的損失估計達3億歐元。[13]
- 2004年冬季，东亚发生H5N1亚型禽流感。
- 2005年10月，东亚、东南亚、欧洲等地相继传出H5N1禽流感感染报告。
- 2006年1月，美国出现H3N2。
- 2008年6月，香港深水埗保安道街市三个鸡档的鸡笼抽取的20个环境样本中，有五个样本经测试后发现含有H5N1禽流感病毒。 （页面存档备份，存于）
- 2011年12月13日至20日，在香港陆续发现被感染的禽类，且导致接触的人感染。 [14]
- 2013年3月4日，中国大陆发现首例人類感染H7N9病例，截至2013年5月6日，中国大陆共發生129宗人類感染H7N9病例，其中死亡31人，康复42人，其餘患者嚴重至病危。[15]
- 2014年11月30日，荷蘭城市祖特爾烏德的一座養雞場爆發高致病性H5N8禽流感，自11月16日以來已屬第5起，共有2.8萬隻雞已經被處理。[13][16]
- 自2016年10月以来，中国大陆出现“第五轮”H7N9感染。近1600人检测呈阳性，其中近40%的人死亡[17]。
- 2017年2月16日，中華民國行政院農委會宣布，17日凌晨零時起至2月24日上午零時止，全國家禽禁運禁宰7天，防止H5N6禽流感疫情蔓延。[18]
- 2022年，美国、英国、法国和日本等国家出現禽流感疫情。[19]